# 堀越むつ子
堀越 むつ子（ほりこし むつこ、旧姓：稲垣、1949年9月4日  - ）は、元テレビ朝日アナウンサー。東京都出身。

## 来歴・人物
銭湯を営む家の三姉妹の末っ子として生まれる。桐朋女子高校、早稲田大学第一法学部卒業（大学生時代はアナウンス研究会に所属）後、1972年日本教育テレビ（現在のテレビ朝日）へアナウンサーとして入社。主に報道番組を担当した。
1988年に報道局へ異動後、『お昼のN天ワイド』等でプロデューサーを務める。中国残留孤児問題と在宅ホスピスに関心を持ち、長年にわたって取材した。1994年にはドキュメンタリーの「愛する人たちへ最期は家で…」で新聞協会賞・民放連優秀賞・放送文化基金賞を受賞した。
その後2000年にアナウンス部長となり、2001年に番組審議局長、2003年には番組審査室長・番組審査担当部長を兼任。2004年に広報局長となり、2005年6月からキー局初の「女性取締役」を務めた。その後は系列局である九州朝日放送の社外取締役、テレビ朝日アスク代表取締役社長を歴任した。2018年に後輩の松苗慎一郎に譲る形でテレビ朝日アスクの代表取締役を退任し、これにより46年間、関連会社を含めテレビ朝日の業務から完全に退いた。

## これまでの主な出演番組
レギュラー番組
| 期間          | 期間           | 番組名               | 役職 |
| ------------- | -------------- | -------------------- | --- |
| 1982年4月     | 1984年3月      | ANNニュースセブン    | 月～水曜日担当キャスター                                                                                     |
| 1985年10月    | 1986年9月      | ANNニュースレーダー  | 平日関東ローカルパートキャスター                                                                             |
| 1986年10月    | 1987年10月16日 | ANNニュースレーダー  | 平日メインキャスター                                                                                         |
| 1998年3月30日 | 1998年4月16日  | ニュースステーション | 代行サブキャスター ※1998年4月6日週から担当曜日を月～木曜日に縮小、それ以前から小宮悦子の代行キャスターを担当 |

イレギュラー番組
- モーニングショー
- 6時のサテライト
- はい!テレビ朝日です
- ニュースプロフィール
- みんなでみましょう
- 世界一周双六ゲーム（1983年6月5日「美人アナウンサー大会」）